# Francesco Zola
François Zola,  Francesco Antonio Giuseppe Maria  Zola o Zolla (Venecia, 7 de agosto de 1795 – Marsella, 27 de marzo de  1847) ingeniero y militar italiano nacionalizado francés padre del escritor Émile Zola.

## Biografía
Sus orígenes familiares se remontan en parte a Zadar, Dalmacia, y su abuelo Antonio Zola fue capitán de los Fanti, soldados de la República de Venecia. Su padre, Demetrio Carlo, fue también militar y tras estudiar en la academia de Verona sirvió como teniente en las Islas Jónicas.

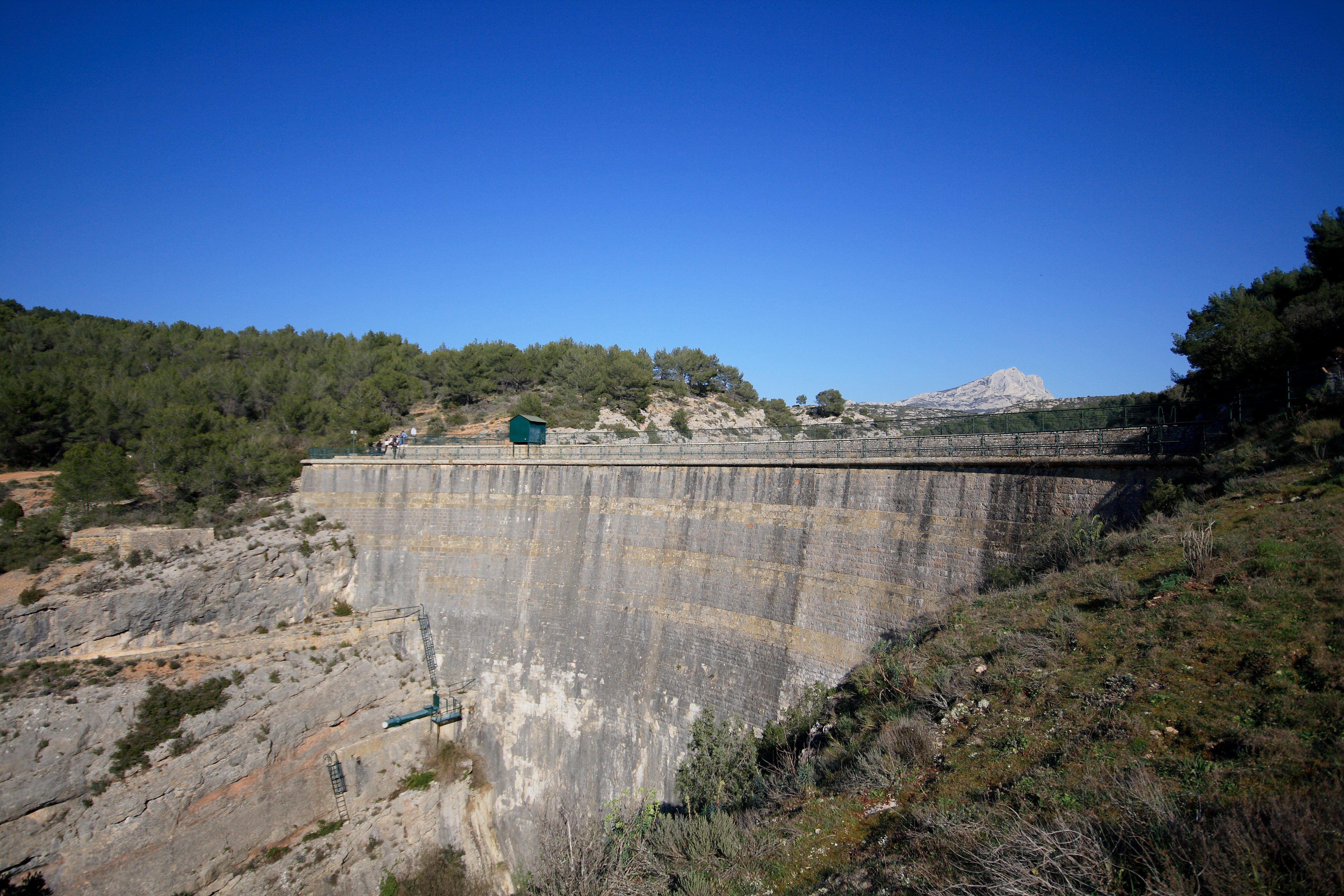
Presa Zola en Aix-en-Provence

Franceso Zolla entró en la academia militar de Pavía en 1810 con 15 años, y en 1812 salió como subteniente de artillería ecuestre del ejército imperial de Eugène de Beauharnais.

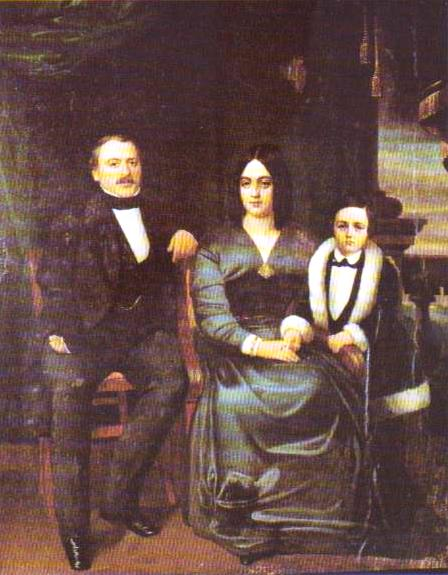
Familia Zola~1845.

A la caída de Napoleón, sirvió de 1815 a 1821 en un regimiento del Reino lombardo-véneto. El ejército le autorizó a seguir de 1817 a 1818 en la Universidad de Padua donde obtuvo un diploma en ingeniería y un doctorado en matemáticas.
De ideas liberales, carbonario y masón, abandonó la armada en 1821 para colaborar en Austria en la construcción de la línea ferroviaria Budweis-Linz-Gmunden.  Más tarde trabajó en Gran Bretaña, Holanda y finalmente en Francia, donde se casó en París con Émilie Aubert, 23 años más joven, el 16 de marzo de 1839; y con la que más tarde se mudaría a Aix-en-Provence. A su cargo, estuvo la supervisión de varias obras de ingeniería como la presa Zola.